# Иконографический извод
Иконографи́ческий изво́д — вариант иконографии в пределах канонического образа, «список» (повторение) оригинала — протографа. По церковной традиции все списки, повторения, иконографические изводы сохраняют чудодейственные свойства протографа и не являются копиями в академическом смысле этого слова. Для восточнохристианского искусства характерны своды прорисей, «лицевых» (изобразительных) и толковых подлинников (с краткими описаниями правил изображений и технических наставлений мастеру).
На территории Московского государства сохранились образцы Новгородского, Смоленского, Московского, Вологодского и Псковского изводов старейших иконографических протографов икон, мозаик и фресок, прежде всего византийского извода.